# Cèntuple mòbil (Antoni Abad)
Cèntuple mòbil és una obra de dimensions variables d'Antoni Abad creada el 1991 i conservada al Museu d'Art Jaume Morera. Està formada per cadires plegables de fusta, components de Mecalux i fotografies.

## Anàlisi
Aquesta obra és un bon exemple alhora d'il·lustrar dues característiques essencials de l'obra d'Antoni Abad. La primera, la incapacitat de l'artista de percebre res com a estàtic, i les múltiples possibilitats de composició i recreació dels elements que componen l'escultura. De fet, les obres pertanyents a la sèrie dels Mecanos exemplifiquen a la perfecció aquesta noció de metamorfosi, de fer i desfer, de plegar i desplegar, de construir i desconstruir... i suposen, per a l'artista, la manera més fàcil i ràpida de dibuixar formes en l'espai: un cop decidides les dimensions, es talla i cargola i el volum apareix de forma immediata. Aquesta peça, però, incorpora la novetat de les cadires plegables de fusta, un nou element combinatori que, tot i el contrast de materials, funcionen exactament igual com a elements mecànics.
La segona, la capacitat intrínseca de la peça de desplegar-se i tornar-se a plegar constantment, en una cadència de repetició infinita, comparable amb el moviment d'una mà quan s'obre i es tanca, estenen i comprimint els dits i definint un patró de mesura de l'espai que Centuple mòbil sembla apamar virtualment, en un clar preludi d'altres treballs posteriors com ara la videoprojecció Mesures menors (1994) i la seva solidificació en escultures d'alumini fos que representa La distància recorreguda en tornar cap a casa l'onze d'agost de 1994 (1996), instal·lada a la Sala dels Músics de l'Auditori Municipal Enric Granados de Lleida. Per definir millor el concepte de virtualitat adherit intrínsecament a aquesta peça, l'obra va acompanyada d'una sèrie de fotografies d'ella mateixa en diferents posicions, que expliquen de forma molt gràfica l'esmentada cadència del moviment insinuat i la descomunal potència que desprèn el Cèntuple mòbil quan es desplega per tal de realitzar el que Roser Trepat (2002) va denominar com «l'art de mesurar l'infinit».

## Exposicions
- Antoni Abad. Medalla Morera 1990, Museu d'Art Jaume Morera, Lleida, 1991[1]